# ジョヴァンナ・ディ・サヴォイア (ブルターニュ公妃)
ジョヴァンナ・ディ・サヴォイア（イタリア語：Giovanna di Savoia, 1310年ごろ - 1344年6月29日）は、ブルターニュ公ジャン3世の妃。1329年の父サヴォイア伯エドアルドの死より1339年まで、サヴォイア伯領の継承を主張した。フランス語名はジャンヌ・ド・サヴォワ（Jeanne de Savoie）。

## 生涯
ジョヴァンナはサヴォイア伯エドアルドとブランシュ・ド・ブルゴーニュの娘として、1310年ごろに生まれた。
1329年、ジョヴァンナは19歳の時に、43歳のブルターニュ公ジャン3世と結婚した。ジャン3世にとってジョヴァンナは3番目の妃であり、2番目の妃イサベルは前年に死去していた。
ジョヴァンナが結婚した年に父エドアルドが死去した。ジョヴァンナは自身がエドアルドの唯一の子であったことから、自身がサヴォイア伯位の継承者であると考えた。しかし、サヴォイアではこれまで女性君主はおらず、相続争いに発展した。ジャンヌの叔父アイモーネはサリカ法に従うサヴォイア貴族の支持を得て、最終的にアイモーネがサヴォイア伯位を継承した。
夫ジャン3世はジョヴァンナの主張を支持した。結婚後、ジョヴァンナは改めて継承を主張し、叔父に対抗するためヴィエノワのドーファン・ギーニュ8世と同盟を結んだ。最終的に、1339年11月22日にフランス王フィリップ6世によってまとめられた合意により、ジョヴァンナは6,000リーブルの年金を受け取る代わりにサヴォイアの継承権を放棄した。
ジョヴァンナとジャン3世の結婚生活は12年間続いたが、2人の間には子供が生まれず、1341年4月30日にジャン3世は死去した。ジャン3世が嗣子なく死去したことにより、ジャン3世の異母弟ジャン・ド・モンフォールと姪ジャンヌの間でブルターニュの継承をめぐって争いが勃発した（ブルターニュ継承戦争）。
1343年に叔父アイモーネが死去し、ジャンヌは9歳の従兄弟アメデーオ6世に対し再びサヴォイアの継承権を主張した。ジョヴァンナは従兄弟らへの腹いせに、遺言においてサヴォイア伯領をオルレアン公フィリップに譲った。最終的に、ジャンヌと同様の和解交渉が行われ、フィリップは5,000リーブルの年金と引き換えにサヴォイアに対する主張を放棄した。
ジャンヌは1344年6月29日に死去した。